# Georgi Davidov
Pour les articles homonymes, voir Davidov.
Georgi Davidov (en bulgare : Георги Давидов), né le 2 août 1976, à Vratsa, en Bulgarie, est un ancien joueur bulgare de basket-ball. Il évoluait aux postes d'ailier fort et de pivot.

## Palmarès
- Coupe de Bulgarie 2002, 2003, 2004